# ناحیه سودوس، میشیگان
ناحیه سودوس (به انگلیسی: Sodus Township) یک منطقهٔ مسکونی در ایالات متحده آمریکا است که در شهرستان برین، میشیگان واقع شده‌است.
 ناحیه سودوس ۵۱٫۸ کیلومتر مربع مساحت و ۱٬۹۳۲ نفر جمعیت دارد و ۲۰۸ متر بالاتر از سطح دریا واقع شده‌است.